# 게브
게브(Geb, Seb, Keb)는 고대 이집트의 땅의 신이고, 나중에는 헬리오폴리스의 '엔네아드'로 숭배받았다.
그는 머리 주위에 독사를 이고 다니는 것으로 묘사되었으며, '뱀들의 아버지'로 불렸다. 고대 이집트인들은
그의 웃음소리가 지진을 유발한다고 믿었으며, 그의 허락과 보호 아래 농사를 지을 수 있다고 생각했다.

## 이름
게브는 그리스인들이 발음하며 적었기 때문에 그렇게 적게 되었고, 실제로 이집트인들은 'Seb', 혹은 'Keb' 이라고 불렀을 것으로 추정된다. 이와 같은 내용은 중왕국 시대의 문서에 나오며, 후기 프톨레마이오스 왕조의 무덤에서 나온 문서들에 근거하여 추정된 것이다.

## 신화
게브는 '뱀의 아버지'로 여겨졌기 때문에 두려움의 대상이었다. 또한 게브는 오시리스와 호루스에 걸쳐 이어지는 '이집트의 왕'이라는 칭호를 최초로 가진 신이었고, 나일 강 주변의 비옥한 토지와 척박한 사막을 동시에 의인화한 신이었다. 나중에 그의 역할은 영혼들을 무덤에서 풀어주거나 인도하는 영역까지 확장 되었고, 이 것을 은유적으로 '게브가 그의 턱을 벌린다'로 표현하였다. 그는 영혼들을 내세로 인도할 뿐만 아니라, 내세로 가기에 부적합한 영혼들을 추려내 그들을 영원히 가두는 역할도 맡았다.
헬리오폴리스 신화에 따르면, 게브는 습기의 신 '테프누트'와 공기의 신 '슈' 사이에서 태어나, 하늘의 여신 '누트'와 결혼하여 '오시리스', '세트' 등의 신들을 자식으로 낳았다. 보통의 고대 이집트 회화에서 게브와 누트가 서로를 바라보고 있고, 슈가 그 사이를 받치고 있는 듯한 모습으로 묘사되는데, 이는 게브와 누트가 혼돈과 질서를 구분하는 경계의 역할을 해준다는 이집트인들의 인식을 알 수 있다.
게브는 땅의 신으로서 생장, 치유, 지하세계와도 관련이 있었기 때문에, 이집트인들은 자주 게브를당시 수확과 치유의 여신이었던, '레네누텟'과도 연관을 지었다.

## 그리스 신화
게브는 후에 그리스로 건너가 티탄들의 왕인 '크로노스'의 원형이 된다.

## 같이 보기
- 이집트 신화